# Diéouzon
Diéouzon  est une ville de la Région des Dix-Huit Montagnes située à l'ouest de la Côte d'Ivoire, dans le département de Bangolo dont elle est l'une des sous-préfectures.

## Sports
La localité dispose d'un club de football, le Niyou FC, qui évolue en Championnat de Division Régionale, équivalent d'une « 4e division ».